# Kobałewycia
Kobałewycia (ukr. Кобалевиця) – wieś na Ukrainie w rejonie irszawskim obwodu zakarpackiego.